# Pedicularis souliei
Pedicularis souliei är en snyltrotsväxtart som beskrevs av Adrien René Franchet. Pedicularis souliei ingår i släktet spiror, och familjen snyltrotsväxter. Inga underarter finns listade i Catalogue of Life.